# Tendid
Tendid es una película del año 2010.

## Sinopsis
Enero de 2009, extrarradios de Túnez. Cuatro amigos pasan el tiempo en un café de barrio. Los partidos de fútbol y las imágenes bélicas que retransmite el pequeño televisor del café captan su atención y hacen más llevadero el aburrimiento.

## Premios
- Cortometrajes Mediterráneos, Tánger, 2010
- Cinemed 2010